# Allodontichthys
Allodontichthys es un género de peces actinopeterigios de agua dulce, distribuidos de forma endémica por ríos de México.
El nombre Allodontichthys proviene de tres palagras del griego: allos, que significa "otro", odous, "diente", e ichthys, "pez".

## Especies
Existen cuatro especies reconocidas en este género:
- Allodontichthys hubbsi Miller y Uyeno, 1980
- Allodontichthys polylepis Rauchenberger, 1988
- Allodontichthys tamazulae Turner, 1946
- Allodontichthys zonistius (Hubbs, 1932)